# 斯里南峇花园
斯里南峇花园（或稱Bandar Taman Sri Lambak）是一個位於马来西亚柔佛州居鑾縣的鎮區。鎮區是柔佛東南部發展局的KEJORA計劃的一部分，為KEJORA區域中第三大鎮區。

## 設施

### 商業
- 7-11

### 教育
- T6城國小

## 交通
- 駕車經91號公路到達